# 梅薩果園 (科羅拉多州)
梅薩果園（英語：Orchard Mesa）是位於美國科羅拉多州梅薩縣的一個人口普查指定地區。

## 地理
梅薩果園的座標為39°02′19″N 108°31′33″W / 39.03861°N 108.52583°W，而該地最高點為海拔高度1417米（即4649英尺）。

## 人口
根據2010年美國人口普查的數據，梅薩果園的面積為14.40平方千米，當中陸地面積為13.90平方千米，而水域面積為0.50平方千米。當地共有人口6836人，而人口密度為每平方千米474人。